# 中華民國陸軍航空第六〇二旅
中華民國陸軍航空第六〇二旅，隸屬於陸軍航空特戰指揮部。 為中華民國的陸軍航空兵武裝部隊，具備強大打擊火力與高機動性，主要任務為支援地面部隊作戰，發揚空地整體戰力。

## 歷史
陸軍航空第602旅前身為1975年4月於桃園龍崗成立之「陸軍航空第2大隊」，負責陸軍各部隊一般空運、空中戰術機動、傷患後送與搜救等任務。1976年，遷駐臺中，並於同年7月增編戰鬥搜索及觀測連絡分隊，除擔任空運任務外，亦負責空中偵測及火力支援等任務。1999年，因應「精實案」組織調整，陸軍航空第2大隊改編為「陸軍空騎第602旅」。2005年因應「精進案」組織調整，陸軍空騎第602旅更銜為「陸軍航空第602旅」，代號取名為「龍翔部隊」。

## 編制
- 旅部連
- 通資作業連
- 警衛連
- 第1攻擊作戰隊16架(AH-1W)
- 第2攻擊作戰隊15架(AH-1W)
- 戰搜作戰隊13架(OH-58D)
- 突擊作戰隊15架(UH-60)
- 飛機保修廠